# NGC 381
NGC 381 là một cụm sao mở trong Tiên Hậu. Nó được phát hiện bởi Caroline Herschel vào năm 1787, nằm cách Mặt Trời 3.120 năm ánh sáng . Công lao cho việc khám phá ra cụm này đã được trao cho Caroline Herschel bởi anh trai cô William vào năm 1787, mặc dù cô có thể chưa bao giờ thực sự nhìn thấy nó.